# Experiment de Wu

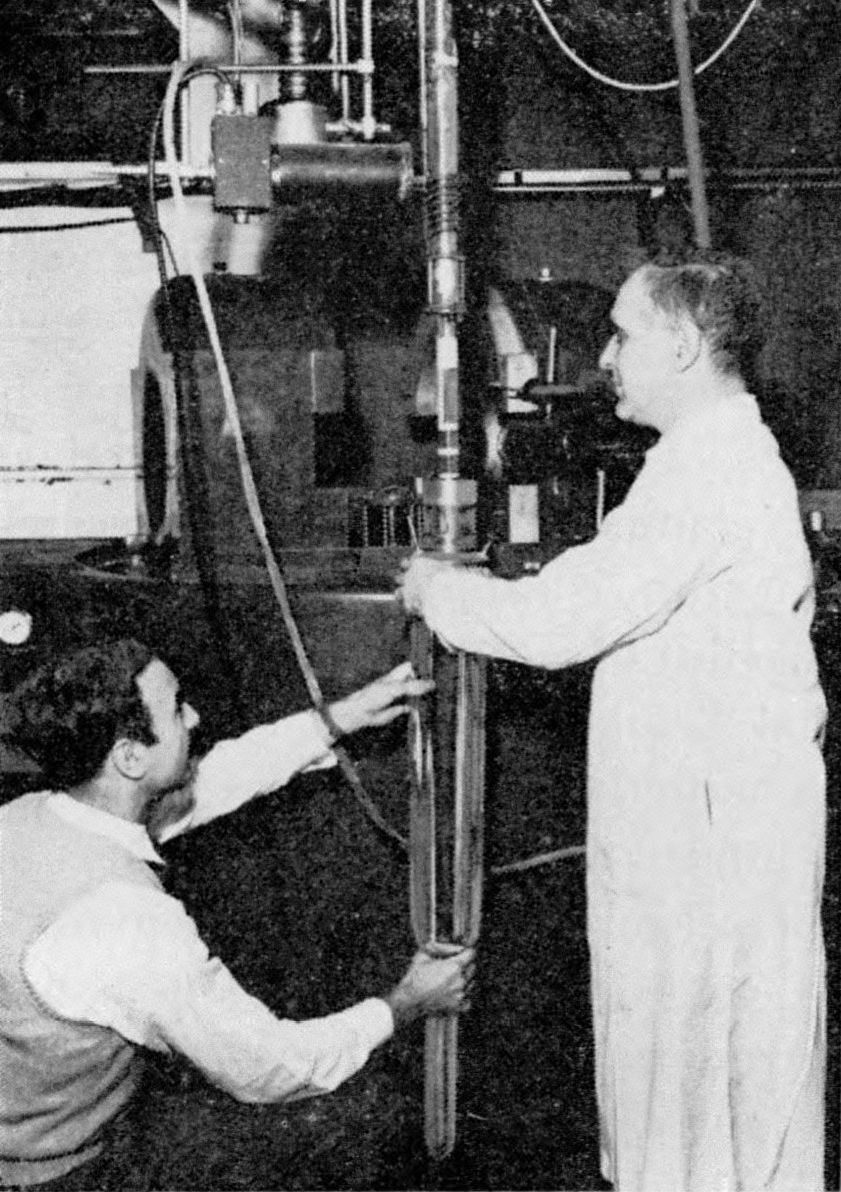
L'experiment de Wu dut a terme actuat al laboratori de baixa temoperatura de l'Agència d'Estàndards, Washington DC, al 1956. La cambra vertical de buit, contenint el cobalt-60, detectors, i bobina de camp, està sent col·locada dins un Dewar abans de ser inserit dins del gran electroimant del fons, el qual refredarà el radioisòtop a prop zero absolut per desmagnetizació adiabàtica.

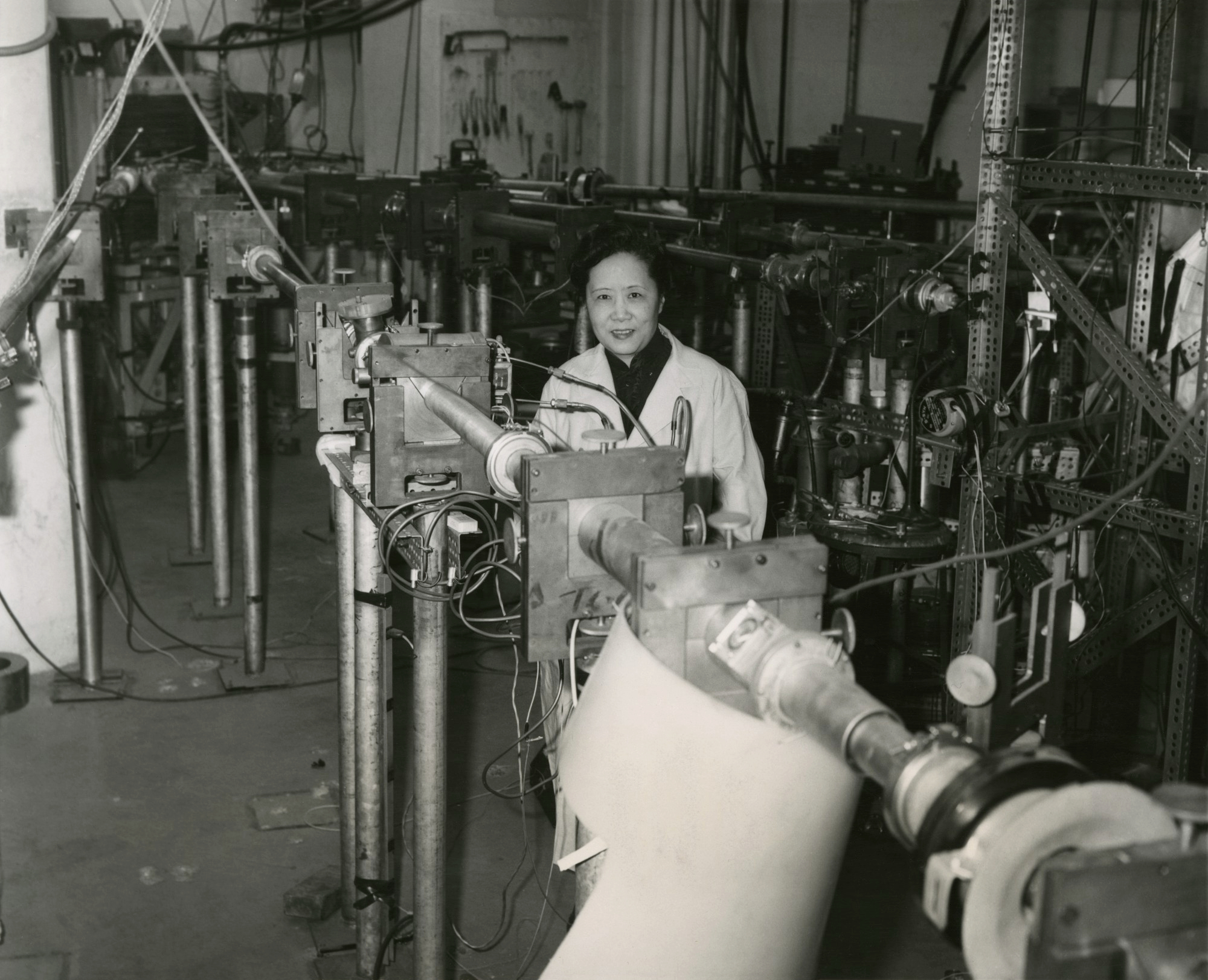
Chien-Shiung Wu, en honor de qui s'anomena l'experiment de Wu, va dissenyar l'experiment i va dirigir l'equip que va dur a terme la prova de la conservació de paritat.

L'experiment de Wu va ser un experiment de física nuclear que es va dur a terme el 1956 per la física americano-xinesa Chien-Shiung Wu en col·laboració amb el Grup de Baixa Temperatura de l'Agència Nacional d'Estàndards. El propòsit de l'experiment era establir si es conservava o no la paritat (conservació-P), la qual va ser anteriorment establerta per les interaccions electromagnètiques i les fortes, i també s'aplicava a interaccions febles. Si la conservació-P era certa, una versió especular del món (on l'esquerra esdevé la dreta i la dreta esdevé l'esquerra) es comportaria com la imatge especular del món actual. Si la conservació-P es violava, llavors seria possible distingir entre una variació reflectida del món i la imatge especular del món actual.
L'experiment va establir que la conservació de paritat era violada (violació-P) per la interacció feble. Aquest resultat no era l'esperat per la comunitat de física, la qual anteriorment havia considerat la paritat com una quantitat conservada. Tsung-Dao Lee i Chen-Ning Yang, els físics teòrics que van originar la idea de la no-conservació de la paritat i van proposar l'experiment, va rebre el 1957 el Premi Nobel de Física per aquest resultat.

## Història

Conservació-P : un rellotge construït igual que la seva imatge especular es comportarà com la imatge reflectida del rellotge original

Violació-P: un rellotge construït igual que la seva imatge especular no es comportarà com la imatge reflectida del rellorge original.

El 1927, Eugene Wigner va formalitzar el principi de la conservació de paritat (conservació-P), la idea que el món actual i un construït com a la seva imatge especular es comportaria de la mateixa manera, amb l'única diferència que s'invertirien l'esquerra i la dreta (per exemple, un rellotge que giravolta en el sentit de les agulles del rellotge giravoltaria en el sentit contrari de les agulles del rellotge si es construís una versió especular d'ell).
Aquest principi era àmpliament acceptat pels físics, i la conservació-P era verificat experimentalment en lesinteraccions electromagnètiques i les fortes. Tanmateix, durant la meitat dels 1950, certes desintegracions implicant mesons-K (kaons) no es podien explicar amb les teories existents que pressuposaven que era certa la conservació-P. Semblava que existien dos tipus de kaons, un que es desintegrava en dos pions, i l'altre que es desintegrava en tres pions. Això va ser sabut com el τ–θ trencaclosques.
Els físics teòrics Tsung-Dao Lee i Chen-Ning Yang van dur a terme una revisió de les recerques publicades sobre la qüestió de la conservació de la paritat en totes les interaccions fonamentals i van concloure que en el cas de la interacció feble, les dades experimentals ni confirmaven ni refutaven la conservació-P. Poc després, es van apropar a Chien-Shiung Wu, que ja era una experta en espectroscòpia sobre desintegració beta, amb diverses idees per a dur a terme experiments. Van resoldre en la idea de provar les propietats direccionals de la desintegració beta en el cobalt-60 (60Co). Wu després va contactar amb Henry Boorse i Mark W. Zemansky, que tenien àmplia experiència en física de baixes temperatures. A instàncies de Boorse i Zemansky, Wu va contactar amb Ernest Ambler, de l'Agència Nacional d'Estàndards, qui va arranjar que l'experiment es dugués a terme al desembre 1956 als laboratoris de baixa temperatura del NBS.
Lee i Yang, que van promoure l'experiment, van ser premiats amb el Nobel de Física el 1957, poc després que l'experiment es dugués a terme.

## L'experiment

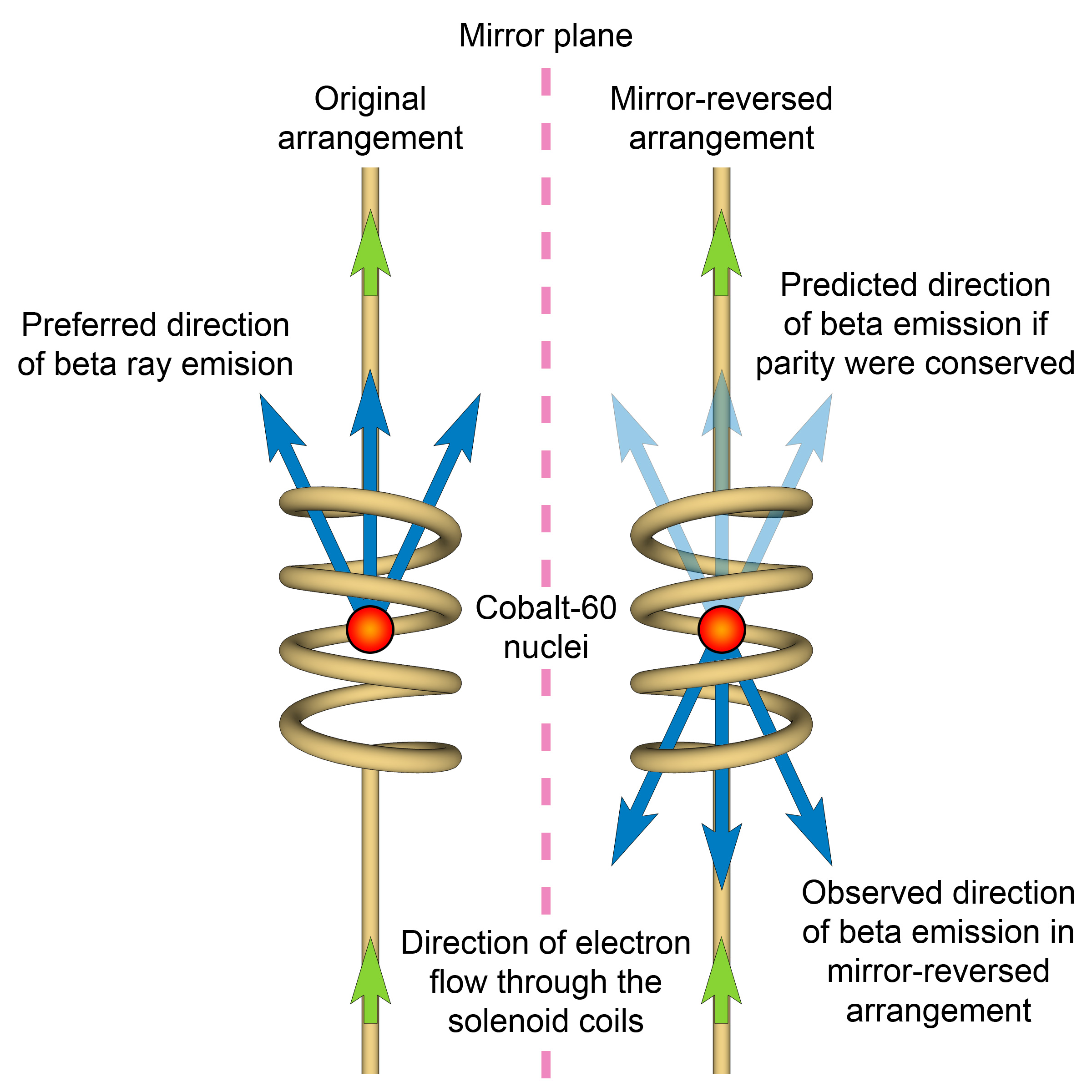
Principi de l'experiment de Wu al 1956 per detectar la violació de la paritat en la desintegració beta nuclear

L'experiment en si mateix va monitorar la desintegració dels atoms de cobalt-60 refredats a una temperatura propera al zero absolut i alineats en un camp magnètic uniforme. El Cobalt-60 (60Co) és un isòtop inestable de cobalt que es transforma el l'isòtop estable de níquel-60 (60Ni) mitjançant radiació beta. Durant aquest procés un dels neutrons del nucli del 60Co dona lloc a un protó mitjançant l'emissió d'un electró (e−) i un antineutri (νe). Això transforma el nucli de 60Co en un nucli de 60Ni. El nucli de níquel resultant, tanmateix, està en un estat excitat y de seguida decau cap al seu estat fonamental mitjançant l'emissió de dos rajos gamma (γ). Per això l'equació nuclear global de la reacció és:
{\displaystyle {}_{27}^{60}{\text{Co}}\rightarrow {}_{28}^{60}{\text{Ni}}+e^{-}+{\bar {\nu }}_{e}+2{\gamma }}
Els rajos gamma són fotons, i el seu alliberament del nucli de 60Ni és un procés electromagnètic (EM). Això és important perquè era sabut que l'EM respectava la conservació-P. Per això, la distribució dels rajos gamma emesos va actuar com a control de la polarització dels electrons emesos via la interacció feble, així com un indicador de la uniformitat dels àtoms de 60Co. L'experiment de Wu va comparar la distribució de les emissions dels rajos gamma i dels electrons amb els espíns nuclears en orientacions oposades. Si es trobava que els electrons eren emesos en la mateixa direcció i en la mateixa proporció que els rajos gamma, la conservació-P seria certa. Si hi havia un biaix en la direcció de les desintegracions, és a dir, si la distribució dels electrons no seguia la distribució dels rajos gamma, llavors violació de la paritat estaria provada.

### Materials i mètodes

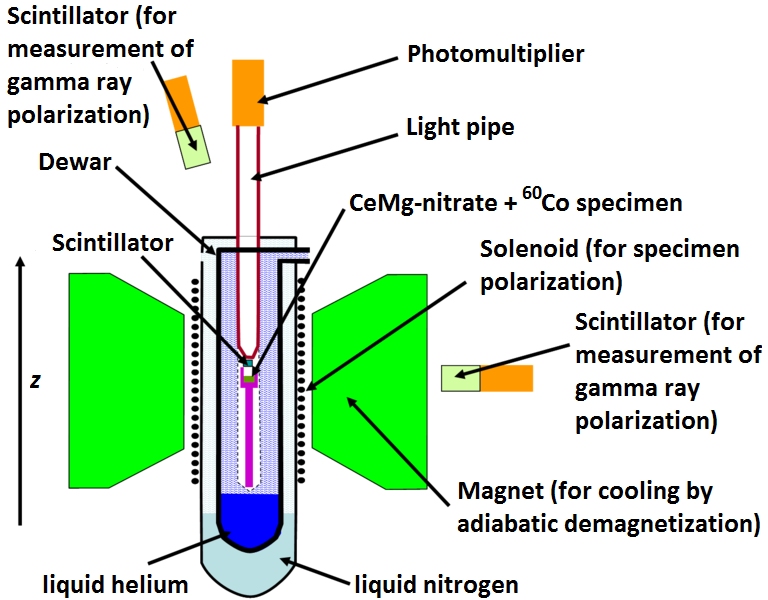
Il·lustració esquemàtica de l'experiment de Wu

El repte experimental en aquest experiment era obtenir la més alta polarització possible dels nuclis de 60Co. A causa dels moments magnètics tant petits dels nuclis (comparats amb els dels electrons), es van requerir camps magnètics molt intensos a temperatures extremadament baixes, molt més baixes de les que es podrien aconseguir amb l'heli líquid sol. Les temperatures baixes es van aconseguir utilitzant el mètode de desmagnetizació adiabàtica. El cobalt radioactiu va ser dipositat com una fina capa superfícial en un cristall de nitrat de ceri-magnesi, una sal paramagnetica amb un factor de Landé altament anisòtrop.
La sal va ser imantada al llarg de l'eix d'elevat factor-g, i la temperatura es va abaixar fins a 1.2 K per a bombar l'heli a baixa pressió. Tallant el camp magnètic horitzontal de resultes del decreixement de temperatura fins als aproximadament 0.003 K. L'imant horitzontal era obert per la part de dalt, deixant lloc per introduir un solenoide vertical i connectar-lo per alinear els nuclis de cobalt o cap amunt o cap avall. Només un augment insignificant de la temperatura va ser causat pel camp magnètic del solenoide, ja que la seua orientació era en la direcció del factor-g baix. Aquest mètode per aconseguir l'alta polarització dels nuclis de 60Co era una idea original de Gorter i Rose.
La producció de rajos gamma va ser controlada utilitzant comptadors equatorials i polars com una mesura de la polarització. La polarització del raig gamma era contínuament controlada en el quart d'hora següent a mesura el cristall s'escalfava i es perdia l'anisotropia. Així mateix, les emissions de rajos beta es controlaven contínuament durant aquest període d'escalfament.

### Resultats
En l'experiment dut a terme per Wu, la polarització dels raigs gamma va ser aproximadament del 60%. Això és, aproximadament el 60% dels rajos gamma van ser emesos en una direcció, mentre que el 40% ho van ser en l'altra. Si la conservació-P era certa en la desintegració beta, els electrons no tindrien cap direcció de desintegració preferida amb relació a l'espín nuclear. Tanmateix, Wu va observar que els electrons eren emesos en una direcció preferentment oposada a la dels rajos gamma. És a dir, la majoria dels electrons van afavorir una direcció molt específica de desintegració, oposada a la de l'espín nuclear. Més tard es va establir que la violació de paritat era de fet màxima.
Els resultats van sorprendre a bastament a la comunitat física. Diversos investigadors llavors van intentar reproduir els resultats del grup de Wu, mentre altres van reaccionar amb incredulitat respecte dels resultats. Wolfgang Pauli en ser informat per Georges M. Temmer, qui també havia treballat al NBS, que la conservació-P ja no podria ser assumida com a certa en tots els casos, va exclamar "Allò és una bestiesa total!" Temmer Li va assegurar que el resultat de l'experiment ho confirmava, al qual Pauli vas respondre tallant: "Llavors ha de ser repetit!" Cap al final de 1957, recerques posteriors van confirmar els resultats originals del grup de Wu, i així la violació de la paritat va ser fermament establerta.